# Miasta-państwa Pyu

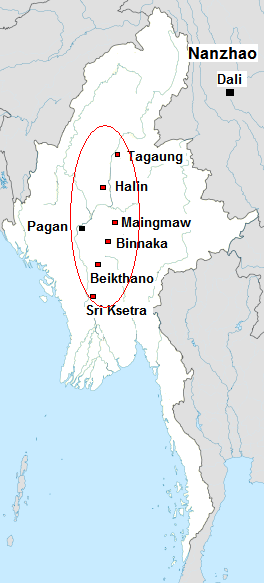
Obszar osadnictwa Pyu zakreślono czerwoną elipsą

Miasta-państwa Pyu (birm. ပျူ မြို့ပြ နိုင်ငံများ /pyù myo̰bya̰ nàĩŋà̃myá/) – grupa miast-państw istniejących na terenie dzisiejszej Górnej Birmy w okresie od ok. II w. przed Chr. do ok. połowy XI w. po Chr.
Miasta-państwa powstały jako element procesu migracji na południe ludu Pyu mówiącego jednym z języków tybeto-birmańskich i będącego najstarszą populacją zasiedlającą Birmę, o jakiej zachowały się zapisy. Tysiącletni okres jego dominacji, określany często jako Tysiąclecie Pyu, stanowił łącznik pomiędzy epoką brązu, a czasami początków państw klasycznych, gdy w IX w. powstało królestwo Paganu.
Wykopaliska odsłoniły wszystkich pięć największych, otoczonych murami miast-państw oraz kilka mniejszych ośrodków – zlokalizowane one były w trzech głównych, posiadających systemy nawadniania rejonach Górnej Birmy: w dolinie rzeki Mu, na równinach Kyaukse oraz w regionie Minbu, u zbiegu rzek Irawadi i Czinduin. Stanowiące część śródlądowego szlaku między Chinami a Indiami, tereny pozostające pod władzą Pyu rozszerzały się stopniowo na południe. Hanlin, założone w I w. po Chr. na północnym skraju dzisiejszej Górnej Birmy, było największym i najważniejszym miastem aż do ok. VII–VIII w., kiedy jego miejsce zajęło Śrikszetra położone na południu (w pobliżu dzisiejszego Pyain). Dwukrotnie większe od Hanlin, Śrikszetra było największym i najbardziej wpływowym ośrodkiem na ziemiach Pyu.
Na kulturę Pyu silny wpływ wywierała wymiana handlowa z Indiami, ułatwiająca import buddyzmu oraz innych idei kulturowych, architektonicznych i politycznych, które później trwale odcisną się na birmańskiej kulturze i organizacji politycznej. Kalendarz Pyu, oparty na kalendarzu buddyjskim, stanie się w przyszłości kalendarzem birmańskim. Wyniki najnowszych badań naukowych, choć jeszcze nie cieszące się powszechnym uznaniem, sugerują, że pismo pyu, oparte na indyjskim piśmie brahmi, mogło być podstawą do stworzenia pisma birmańskiego.
Tysiącletnia cywilizacja Pyu zaczęła kruszyć się w IX w. po Chr., kiedy jej miasta-państwa zostały zniszczone przez powtarzające się najazdy ze strony królestwa Nanzhao. Lud Mranma (Birmańczycy), który przybył wraz z armiami Nanzhao, wzniósł garnizonowe miasto Pagan w pobliżu zbiegu rzek Irawadi i Czinduin. Osady Pyu pozostawały obecne w Górnej Birmie przez następne trzy stulecia, jednak lud ten był stopniowo wchłaniany przez rozrastające się Imperium Paganu. Język pyu był używany jeszcze do końca XII w. W XIII w. Pyu przyjęli birmańską świadomość etniczną. Historie i legendy Pyu zostały włączone do kulturowego dziedzictwa Birmańczyków.
W 2014 roku starożytne miasta Pyu Hanlin, Beikthano i Śrikszetra zostały wpisane na listę światowego dziedzictwa UNESCO – pierwszy wpis na listę z Mjanmy.

## Tło historyczne
W oparciu o nieliczne dane z badań archeologicznych wnioskuje się, że najwcześniejsze kultury istniały na terenie Mjanmy już 11 000 lat przed Chr., głównie w środkowej części strefy suchej, w bliskości rzeki Irawadi. Anyathian, birmańska epoka kamienia, trwała mniej więcej w tym samym czasie, co dolna i środkowa era paleolityczna w Europie. W trzech jaskiniach odkrytych w pobliżu Taunggyi, u stóp Wyżyny Szan, znaleziono neolityczne artefakty datowane na lata 10 000 do 6000 przed Chr. Około 1500 r. przed Chr. ludność zamieszkująca ten region zaczęła wytwarzać narzędzia z brązu, uprawiać ryż i udomawiać kury oraz świnie; było to jedno z pierwszych miejsc na ziemi, gdzie udało się osiągnąć te umiejętności. Około 500 r. przed Chr. na terenach położonych na południe od dzisiejszego Mandalaj powstały osady, których mieszkańcy posługiwali się narzędziami z żelaza. Wykopaliska odkrywały też trumny zdobione brązem oraz miejsca pochówków wypełnione pozostałościami ceramiki. Dane z wykopalisk archeologicznych prowadzonych w dolinie Samon na południe od Mandalaj sugerują istnienie na tym terenie pomiędzy 500 a 200 r. przed Chr. osad, których mieszkańcy uprawiali ryż i prowadzili handel z Chinami.
Około II w. przed Chr. mówiący jednym z języków tybeto-birmańskich lud Pyu zaczął napływać do doliny Irawadi z obszaru dzisiejszego Yunnanu wzdłuż rzek Tapain i Shweli. Pierwotne siedziby Pyu znajdowały się najprawdopodobniej nad jeziorem Kuku-nor w dzisiejszych prowincjach Qinghai i Gansu. Pyu, najstarsi mieszkańcy Mjanmy o jakich zachowały się przekazy historyczne, przybyli w poszukiwaniu miejsc osiedlenia na równinnym obszarze otaczającym zbieg Irawadi z Czinduin, który był zamieszkany już od ery paleolitu. Region, którym zawładnęli Pyu był dłuższy niż szerszy, rozciągając się od Śrikszetra na południu do Hanlin na północy, Binnaka i Maingmaw na wschodzie oraz prawdopodobnie do Ayadawkye na zachodzie. Zapisy pochodzące z okresu chińskiej dynastii Tang mówią o 18 państwach Pyu (z których dziewięć było miastami otoczonymi murami), obejmujących obszar 298 dystryktów. Wykopaliska archeologiczne odsłoniły jak dotąd 12 miast otoczonych murami, w tym 5 dużych, oraz kilka mniejszych, nie ufortyfikowanych miejscowości, zlokalizowanych w obrębie lub w pobliżu trzech najważniejszych w Birmie epoki przedkolonialnej regionów posiadających systemy nawadniania: doliny rzeki Mu na północy, równin Kyaukse w centrum oraz regionu Minbu na południe i zachód od dwóch poprzednich. Miasta-państwa Pyu były współczesne Funanowi (Kambodża) i, prawdopodobnie, Czampie (południowy Wietnam), Dwarawati (Tajlandia), Tambralinga i Takuapa w pobliżu przesmyku Kra oraz Śriwidźaji (południowo-wschodnia Sumatra). Wszystkie te państewka stanowiły zapowiedź powstania „klasycznych królestw” w Azji Południowo-Wschodniej drugiego tysiąclecia po Chr.

## Miasta-państwa

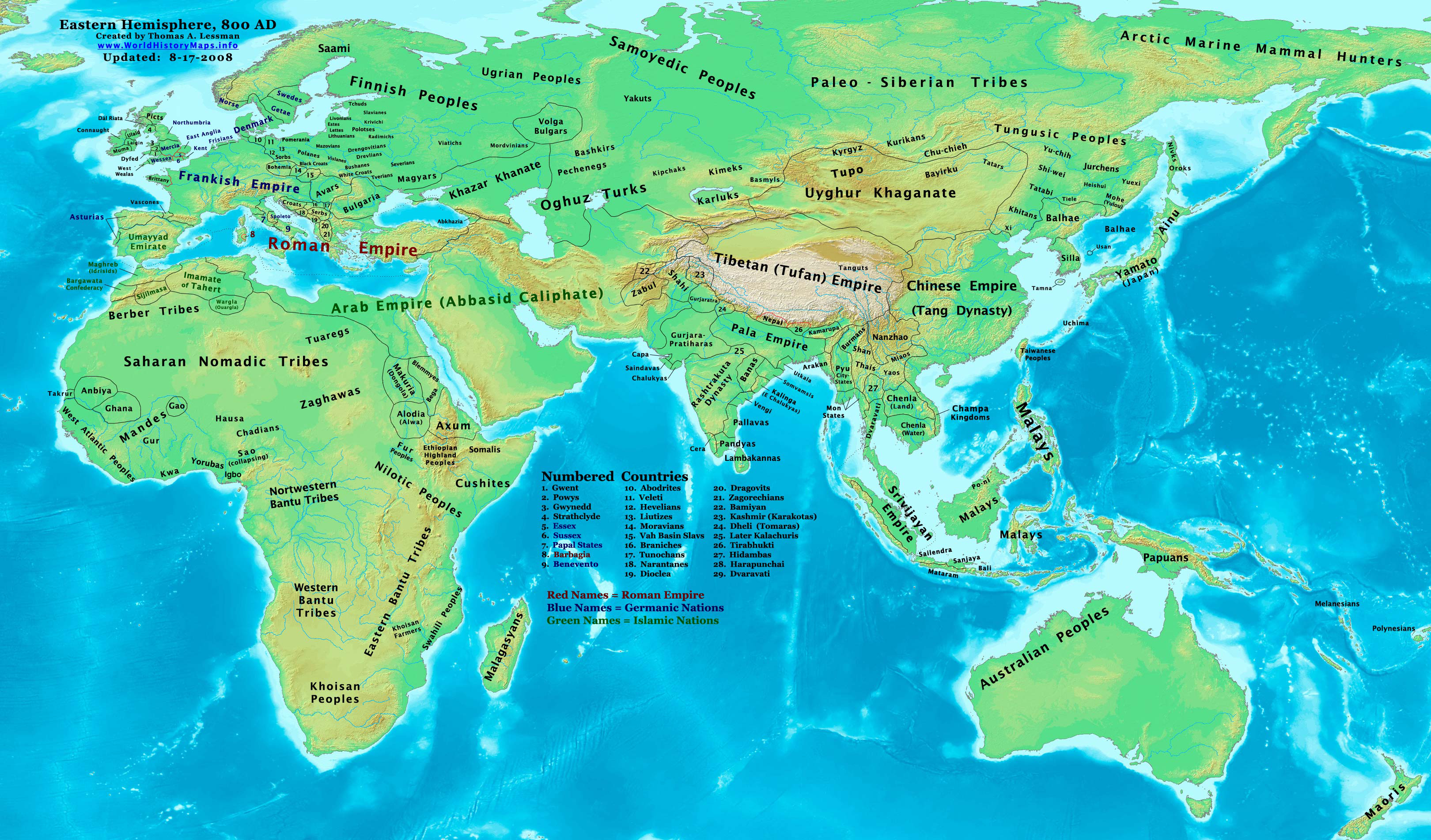
Ziemie Pyu ok. 800 r. po Chr. przed przybyciem Mranma

Spośród 12 odkrytych dotychczas miast otoczonych murami, 5 stanowi pozostałość największych państw Pyu: Beikthano, Maingmaw, Binnaka, Hanlin i Śrikszetra.

### Beikthano
Beikthano (birm. ဗိဿနိုး /beɪʔθənó/) zlokalizowane w nawadnianym regionie Minbu (w pobliżu współczesnego Taungdwingyi) i mające bezpośredni dostęp do leżącej na północnym wschodzie, dobrze nawodnionej równiny Kyaukse, jest najstarszym jak dotąd odkrytym i objętym wykopaliskami archeologicznymi ośrodkiem miejskim. Jego pozostałości – resztki budowli, ceramika, inne artefakty i szkielety ludzkie – datowane są na lata od 200 r. przed Chr. do 100 r. po Chr. Noszące nazwę upamiętniającą hinduistycznego boga Wisznu, miasto to mogło być pierwszą stolicą jednolitego kulturowo, a być może nawet politycznie, państwa w historii Mjanmy. Była to duża, ufortyfikowana osada zajmująca obszar ok. 300 ha w obrębie murów wzniesionych na planie prostokąta o bokach 3 km i 1 km. Mury i rozlokowane wzdłuż nich fortyfikacje miały grubość 6 metrów, a według datowania radiowęglowego wzniesione zostały pomiędzy 180 r. przed Chr. a 610 r. po Chr. Podobnie jak w przypadku większości wznoszonych później miast, jego główna brama wiodła do pałacu, który zwrócony był na wschód. Wykopaliska odsłoniły w obrębie murów także stupy i budynki klasztorne.

### Maingmaw

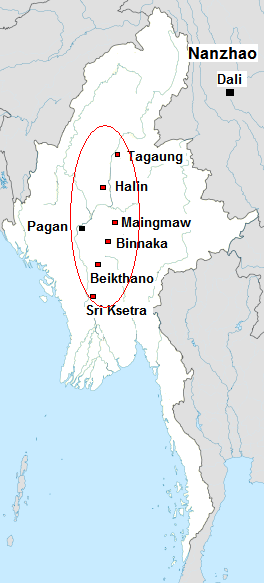
Miasta-państwa Pyu ok. VIII w.; lokalizację Paganu pokazano jedynie dla porównania – nie był on współczesny miastom Pyu.

Maingmaw (မိုင်းမော /máɪɴ mɔ́/; znane też jako Mong Mao), zlokalizowane w regionie Kyaukse, miało okrągły kształt, a jego powstanie datowane jest orientacyjnie na 1. tysiąclecie przed Chr. Mające 2,5 km średnicy i zajmujące obszar 222 ha, Maingmaw było jednym z największych starożytnych miast na całej równinie Kyaukse. Miało ono dwie wewnętrzne linie murów, z których zewnętrzna wybudowana była na planie prostokąta, a wewnętrzna – okręgu. Taki plan – okrąg wewnątrz prostokąta – sugeruje nawiązanie do znaku zodiaku reprezentującego obraz niebios widziany z perspektywy słońca; na podobnej koncepcji oparto się wznosząc w XIX w. Mandalaj. W prawie wymarłym centrum miasta znajduje się XIX-wieczna świątynia Nandawya Paya, wzniesiona prawdopodobnie na ruinach swojej starożytnej poprzedniczki. Maingmaw przepołowione jest kanałem uważanym za współczesny miastu, chociaż nie potwierdza tego żadne datowanie naukowe. Wykopaliska – z których pierwsze przeprowadzono w 1979 r. – odsłoniły wiele artefaktów, w tym biżuterię, srebrne monety i urny pogrzebowe. Wiele z tych przedmiotów, takich jak monety i urny, jest praktycznie identycznych z tymi odkrytymi w Beikthano i Binnaka.

### Binnaka
Także Binnaka (ဘိန္နက /bèɪɴnəka̰/) było zlokalizowane w regionie Kyaukse i pod wieloma względami bardzo przypominało swojego sąsiada – Maingmaw. Jego ceglane konstrukcje wzniesiono na tym samym planie, co budowle Beikthano i innych miast Pyu. Wykopaliska odsłoniły przedmioty pochodzące z ery przedbuddyjskiej, złote naszyjniki, cenne kamienne wizerunki słoni, żółwi i lwów, charakterystyczną ceramikę Pyu, terakotowe tabliczki z napisami wyglądem przypominającymi bardzo pismo pyu oraz różnego rodzaju koraliki wykonane z onyksu trawionego kwasem, a także z bursztynu i jadeitu. Odkryto też charakterystyczne srebrne monety identyczne z tymi znalezionymi w Beikthano i Binnaka, kamienne formy służące odlewaniu srebrnych i złotych kwietnych ornamentów oraz złoty naramiennik wraz ze srebrną misą, na której umieszczono napisy sporządzone pismem pyu i urny pogrzebowe praktycznie identyczne z tymi, jakie odkopano w Beikthano i Binnaka.
Zarówno Maingmaw, jak i Binnaka mogły być współczesne Beikthano. Kroniki, które w ogóle nie wspominają o Beikthano, wymieniają obydwa te miasta, chociaż nie jako miejsca osiedlenia Pyu. Według tychże kronik władca Binnaka odpowiadał za upadek Tagaung – miasta identyfikowanego przez kronikarzy jako pierwotne siedlisko ludności posługującej się językiem birmańskim. Według odkrytego w Binnaka zapisu sporządzonego na liściu palmowym (sittan) i pochodzącego z ery Konbaung, miasto było zamieszkane aż do ok. XIX w.

### Hanlin
Hanlin albo Halingyi (ဟန်လင်းကြီး /həlɪ́ɴdʑí/) wybudowane w dolinie rzeki Mu, jednym z największych nawadnianych regionów Birmy ery przedkolonialnej, było najdalej na północ wysuniętym spośród wszystkich odsłoniętych dotąd miast Pyu. Najstarsze odkryte w nim artefakty – drewniane bramy miasta – datowane są metodą radiowęglową na 70 r. po Chr. Miasto zostało wybudowane na planie prostokąta z zaokrąglonymi rogami i otoczone ceglanym murem. Odkopane mury mają ok. 3,2 km długości w osi północ-południe oraz 1,6 km w kierunku wschód-zachód. Zajmujące obszar 664 ha miasto było prawie dwa razy większe od Beikthano. Miało ono cztery główne bramy w punktach kardynalnych, a łączna liczba bram wynosiła 12 – tyle, ile znaków zodiaku. Przez miasto przepływała rzeka bądź kanał. Po obu jej stronach przetrwały ślady grobli, z wyjątkiem części południowej, gdzie nie były one prawdopodobnie potrzebne, gdyż teren ten odgrodzono tamą by utworzyć zbiorniki retencyjne.
Takie rozwiązanie układu miasta miało wpływ na planowanie późniejszych miast birmańskich oraz syjamskiego miasta Sukhothai. Przykładowo, taką samą liczbę bram i ich rozmieszczenie można było znaleźć w późniejszych ważniejszych birmańskich stolicach, takich jak XI-wieczny Pagan czy XIX-wieczne Mandalaj. Układ taki zastosowano także w innych miastach współczesnych – Maingmaw i Beikthano na ziemiach Pyu oraz Danyawaddy i Wethali w Arakanie, a także w miastach wybudowanych później, jak Sukhothai, które było o ponad tysiąc lat młodsze. Pozostałości świątyń Hanlin świadczą o tym, że ich architektura miała wpływ na plany XI–XIII-wiecznych świątyń Paganu. Odkryte w Hanlin artefakty wskazują, że pismo pyu, jakim posługiwano się w tym mieście było najstarszą jego formą na ziemiach Pyu (i w całej Birmie). Oparte ono było na wcześniejszych wersjach pisma brahmi (maurjańskiej i guptyjskiej). Inskrypcje ze Śrikszetra są przykładem późniejszej wersji tego samego pisma.
Znane z produkcji soli – będącej w pierwszym tysiącleciu po Chr. bardzo drogim towarem – Hanlin zostało ok. VII w. po Chr. zastąpione w roli najważniejszego miasta-państwa Pyu przez Śrikszetra. Według chińskich zapisów, Hanlin pozostawało ważnym ośrodkiem miejskim Pyu aż do IX w., kiedy ich ziemie stały się celem powtarzających się ataków ze strony królestwa Nanzhao. Według tychże zapisów, miasto zostało zniszczone przez wojska Nanzhao w 832 r. po Chr., a 3000 jego mieszkańców uprowadzono. Jednak datowanie radiowęglowe wykazało, iż ludzka aktywność miała miejsce na terenie Hanlin do ok. 870 r., czyli prawie cztery dekady po rzekomym jego doszczętnym złupieniu.

### Śrikszetra

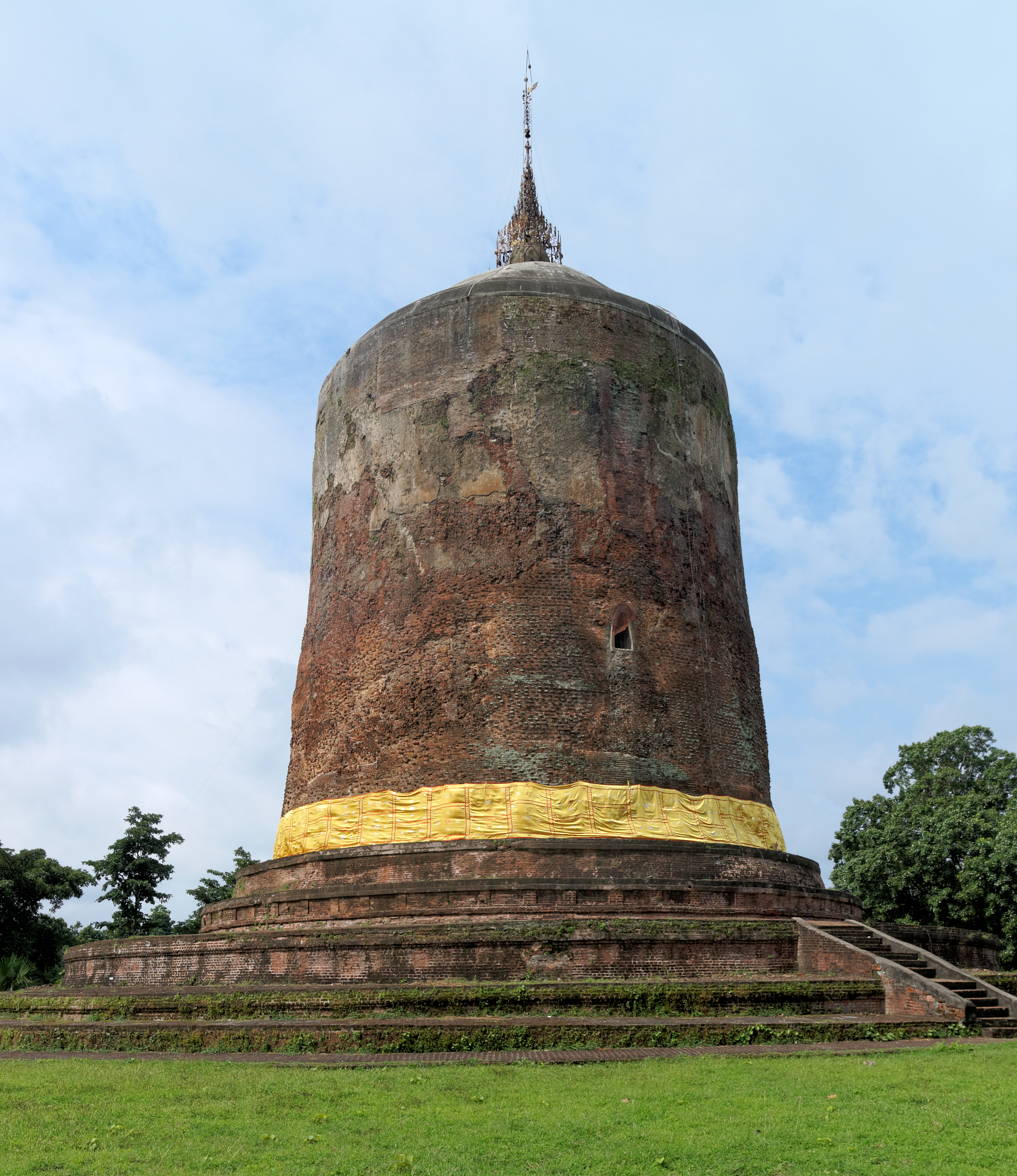
Pagoda Bawbawgyi w Śriksztera, prototyp pagód ery Paganu

Śrikszetra albo Thaye Khittaya (သရေခေတ္တရာ /θəjè kʰɪʔtəjà/; pol. Pole Bogactwa lub Pole Chwały), zlokalizowane 8 km na południowy wschód od Pyain na terenie dzisiejszej wsi Hmawza , było ostatnią i najdalej na południe położoną stolicą Pyu. Miasto zostało założone pomiędzy V a VII w., prawdopodobnie odebrało Hanlin rolę najważniejszego miasta Pyu w VII lub VIII w. i utrzymało ten status aż do przybycia ludu Mranma w IX w. Śrikszetra było siedzibą co najmniej dwóch, a być może nawet trzech dynastii. Pierwszej z nich, nazywanej dynastią Vikrama, przypisywane jest wprowadzenie 22 marca 638 r. kalendarza Pyu, który stał się później kalendarzem birmańskim. Druga dynastia została założona przez króla Duttabaunga 25 marca 739 r. (11. dzień Przybywania Księżyca miesiąca Tagu 101 ME).
Śrikszetra jest największym z odkrytych dotychczas miast Pyu (jedynie na terenie Beikthano i Śrikszetra przeprowadzono duże wykopaliska. Inne ważne miasta Pyu, jak Maingmaw i Binnaka, mogą po gruntowniejszym zbadaniu dostarczyć większej liczby artefaktów). Zajmowało ono obszar większy od XI-wiecznego Paganu czy XIX-wiecznego Mandalaj. Wybudowane na planie okręgu, miało Śriksztera ponad 13 km obwodu i 3 do 4 km średnicy zajmując obszar ok. 1400 ha. Ceglane mury miasta wznosiły się na wysokość 4,5 m, a wejście do niego wiodło przez 12 bram strzeżonych przez olbrzymie wizerunki bóstw (deva); w czterech rogach obszaru obramowanego murami znajdowały się pagody. Znajdowały się w nim też kręte chodniki, podobne do tych w Hanlin i Beikthano. W centrum miasta znajdował się teren uważany przez większość uczonych za miejsce gdzie wzniesiony był pałac – prostokąt o bokach 518 na 343 m, symbolizujący zarówno mandalę, jak i horoskop (zata), podobnie jak w Maingmaw. Pałac, klasztory i budynki mieszkalne zajmowały jedynie południową połowę miasta, podczas gdy cała jego część północna zajęta była przez pola ryżowe. Taki układ, wraz z groblami i murami, zapewniał miastu możliwość przetrwania długotrwałego oblężenia przez wrogów.
Śrikszetra było ważnym ośrodkiem tranzytowym między Chinami a Indiami. Dzięki położeniu nad Irawadi znajdowało się niedaleko od morza (w tym czasie delta Irawadi nie była jeszcze uformowana). Statki z Oceanu Indyjskiego mogły dopływać aż do Pyain, by prowadzić handel z ziemiami Pyu i Chinami. Wymiana handlowa z Indiami pociągnęła za sobą głębokie kontakty kulturalne. Wykopaliska w Śrikszetra przyniosły odkrycie najliczniejszych pamiątek po buddyzmie Therawady. Analiza sztuki religijnej sugeruje kilka odrębnych okresów jej rozwoju, z najwcześniejszymi wpływami pochodzącymi z południowo-wschodnich Indii, późniejszym wpływem Indii południowo-zachodnich oraz, w IX w., wpływem królestwa Nanzhao. Wiele chińskich zapisów dotyczących państw Pyu odnosi się do Śrikszetra. Chińscy pielgrzymi, Xuanzang w 648 r. i Yijing w 675 r., wspominali o Śrikszetra w swoich relacjach z podróży po buddyjskich królestwach Azji Południowo-Wschodniej. Kroniki dynastii Tang wspominają o przybyciu na dwór poselstwa ze stolicy Pyu w 801 r.

### Mniejsze osady
W całej Górnej Birmie odkryto wiele osad Pyu. Należą do nich Wati (ośrodek miejski na zachód od Maingmaw), Ayadawkye Ywa w dolinie Mu, na zachód od Hanlin i na południe od odkrytego niedawno stanowiska z epoki brązu nazwanego Nyaunggan oraz kilka innych w okręgu miejskim Myinmu zajmującym ujście rzeki Mu. Małym, ale ważnym politycznie ośrodkiem było Tagaung (တကောင်း /dəɡáʊɴ/) w północnej Mjanmie (ok. 200 km na północ od Mandalaj), gdzie odsłonięto przedmioty związane z Pyu, takie jak urny pogrzebowe. Znaczenie tego miejsca wynika z faktu, że kroniki birmańskie przedstawiają Tagaung jako stolicę pierwszego birmańskiego królestwa. Poza Beikthano i Śrikszetra, większość miejsc związanych z Pyu nie było celem poważniejszych lub wręcz jakichkolwiek wykopalisk.

## Gospodarka

### Rolnictwo
Gospodarka miast-państw Pyu opierała się na rolnictwie i handlu. Wszystkie ważne osady Pyu zlokalizowane były na terenie trzech głównych, nawadnianych regionów Górnej Birmy, skupionych wokół zbiegu rzek Irawadi i Czinduin: Hanlin w dolinie rzeki Mu, Maingmaw i Binnaka na równinie Kyaukse, i wreszcie Beikthano i Śrikszetra w dystrykcie Minbu lub jego pobliżu. Projekty irygacyjne realizowane przez Pyu zostały podjęte później przez Birmańczyków. Król Paganu Anawrahta będzie w latach 50. XI w. realizował projekty nawadniania tych trzech regionów, aby zamienić je w główne ryżowe spichrze Górnej Birmy. Zapewni to Górnej Birmie trwałe podstawy ekonomiczne dla zdominowania w późniejszych wiekach doliny Irawadi i jej sąsiedztwa. Ryż uprawiany przez Pyu należał prawdopodobnie do odmiany Japonica.

### Handel
W pierwszym tysiącleciu po Chr. ziemie Pyu były ważnym ośrodkiem handlu między Chinami a Indiami. Dwa najważniejsze szlaki handlowe przebiegały przez państwa Pyu. Już w 128 r. przed Chr. lądowy szlak handlowy między Chinami a Indiami wiódł przez Górną Birmę. Poselstwo Imperium Rzymskiego do Chin przeszło tym szlakiem w roku 97 po Chr. i ponownie w 120 r. po Chr. Jednak większość wymiany handlowej odbywała się drogą morską za pośrednictwem południowych państw Pyu, które w tych czasach położone były blisko morza, gdyż większość delty Irawadi nie była jeszcze uformowana, oraz przez ośrodki położone taka daleko na południu, jak miasta wybrzeża Taninthayi – Winga, Hsindat-Myindat, Sanpannagon i Mudon – gdzie także znajdowano artefakty związane z Pyu. To jednak zbyt mało informacji, by twierdzić, że Pyu sprawowali władzę administracyjną i wojskową nad tym regionem. Porty łączyły się z lądowym szlakiem do Chin poprzez dzisiejszy Junnan.
Strefa handlowa państw Pyu rozciągnięta była pomiędzy dzisiejszą Azją Południowo-Wschodnią, Azją Południową i Chinami. W Beikthano odkryto datowane na II w. po Chr. artefakty pochodzące z obszaru od północno-zachodnich Indii do Jawy i Filipin. Podobnie, wytwory rąk Pyu odnajdowano wzdłuż wybrzeża Arakanu, w Dolnej Birmie oraz na wschodzie aż w Óc Eo (współcześnie południowy Wietnam). Sami Pyu także prowadzili handel i utrzymywali stosunki dyplomatyczne z Chinami. W 800 r. oraz w latach 801–802 Śriksztera wysyłało na dwór Tang oficjalne poselstwo, w skład którego wchodziło 35 muzyków. Według Chińczyków Pyu posługiwali się złotymi i srebrnymi monetami. Do dziś przetrwały jednak tylko monety srebrne.

### Pieniądz

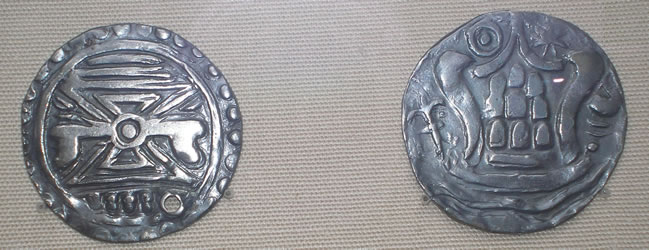
Srebrne monety Pyu

Godną uwagi cechą państw Pyu jest bicie i używanie srebrnych monet. Pochodzące z okolic Pegu, monety te datowane są na V w. stały się modelem dla większości monet bitych w pierwszym tysiącleciu na obszarze Azji Południowo-Wschodniej. Najwcześniejszy typ tych monet nie posiada napisów, ale przedstawienie muszli na jednej stronie oraz Śriwatsy na drugiej. Wiele monet miało niewielki otwór przy brzegu, co oznacza, że mogły być też używane w roli amuletów. Warto wspomnieć, że gdy monety przestały być używane wraz z końcem ery Pyu pod koniec IX w., nie pojawiły się w birmańskich królestwach aż do XIX w.

## Kultura

### Religia

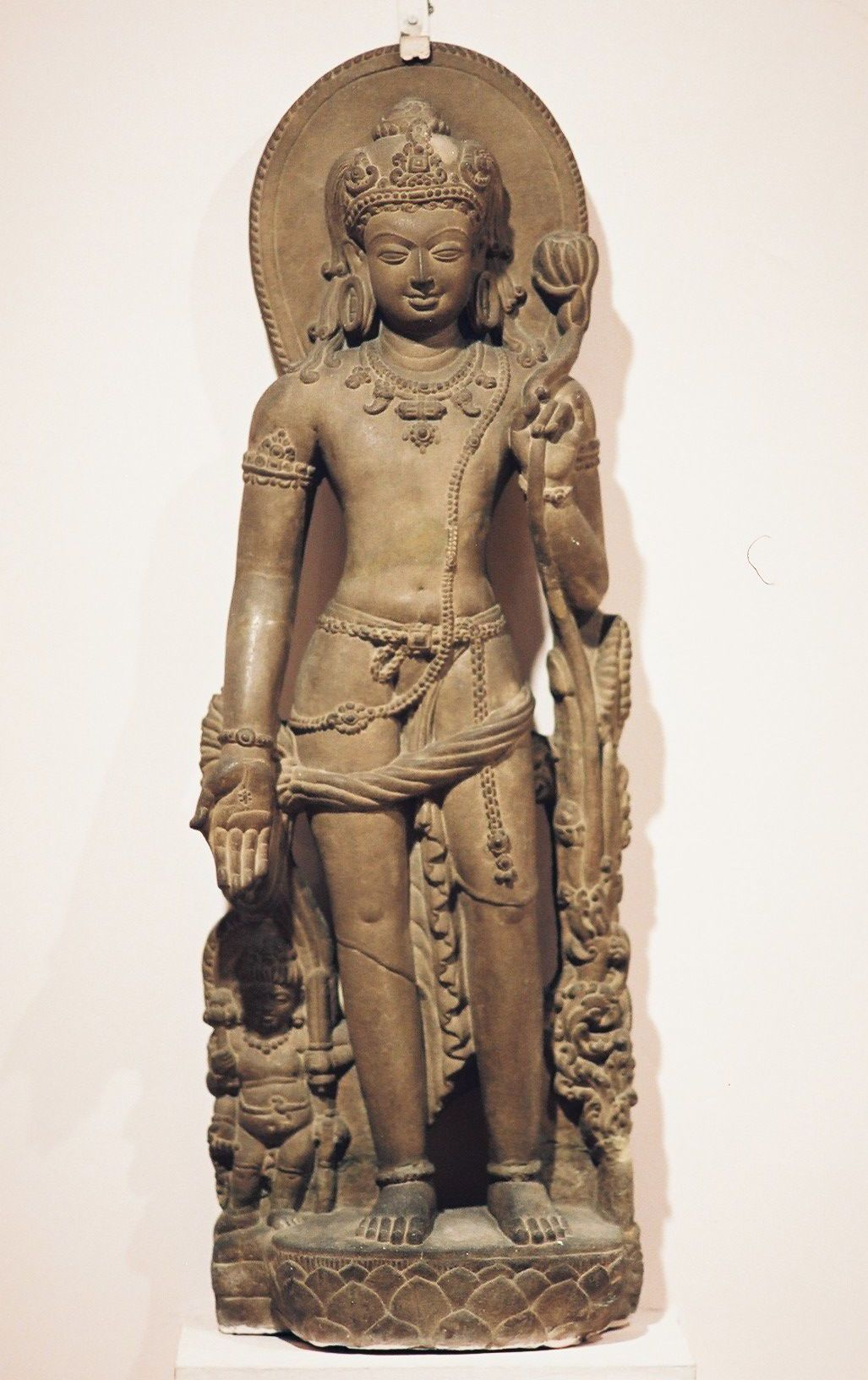
Awalokiteśwara trzymający kwiat lotosu. Bihar, IX w. po Chr. Pyu przyjęli mieszankę tradycji religijnych.

Kultura państw Pyu pozostawała pod silnym wpływem Indii. Wpływ ten widoczny był najbardziej na południowych ziemiach Pyu, przez które przechodziła większość morskiego handlu z Indiami. Nazwy najbardziej na południe położonych miast pochodziły z pali bądź sanskrytu, tak jak Śrikszetra (Thaye Khittaya) i Wisznu (Beikthano). Królowie Śrikszetra tytułowali się jako Warman lub Warma. Nie było to zjawisko typowe jedynie dla południa. Także północne miasta i osady Pyu w różnym stopniu podlegały wpływom kultury indyjskiej. Kroniki birmańskie wskazują, że królowie-założyciele Tagaung pochodzili z samego klanu Siakja, tak jak Budda. W IV w. większość Pyu była już buddystami, choć wykopaliska archeologiczne dowodzą, że ich przedbuddyjskie tradycje religijne były nadal silne jeszcze w wiekach następnych. Według odsłoniętych podczas wykopalisk tekstów, jak też zapisów chińskich, dominującą religią Pyu był buddyzm Therawady. Szkoła Therawady dominująca na ziemiach Pyu pochodziła prawdopodobnie z regionu Andhra w południowo-wschodnich Indiach, z którym związany był słynny uczony therawadyjski Buddhaghosa. Szkoła ta dominowała w Birmie aż do końca XII w., kiedy Shin Uttarajiva doprowadził do ponownego związania się z cejlońską szkołą Mahawihara.
Znaleziska archeologiczne wskazują również na powszechną obecność buddyzmu tantrycznego, buddyzmu Mahajany i hinduizmu. Ważne postaci buddyzmu Mahajany – Awalokiteśwara (Lokanatha) (nazywany w języku birmańskim Lawkanat, လောကနတ် /lɔ́ka̰ naʔ/), Tara, Budda Manusi, Wajśrawana i Hajagriwa – były istotną częścią sceny ikonograficznej Pyu (a później Paganu). Odkryto też, szczególnie w Dolnej Birmie, różne przykłady bramińskiej ikonografii hinduistycznej, począwszy od hinduistycznej trójcy – Brahmy, Wisznu i Śiwy – do Garudy i Lakszmi. Filarami religijnego życia Pyu były praktyki nieterawadyjskie, takie jak rytualne ofiary z bydła i picie alkoholu. Podobnie, większe niż w późniejszych erach znaczenie mniszek i uczennic może wskazywać na przedbuddyjskie rozumienie autonomii kobiet. Stapiając w jedno swoje praktyki przedbuddyjskie z buddyjskimi, Pyu umieszczali pozostałe po kremacji popioły swych zmarłych w ceramicznych i kamiennych urnach, a następnie chowali je w izolowanych stupach – praktyka ta zgodna jest z wczesnym buddyjskim rytuałem umieszczania szczątków świętych osób w stupach.
Chociaż wierzenia religijne Pyu miały charakter synkretycznej mieszanki pochodzącej z wielu źródeł, ich światopogląd, podobnie jak w przypadku Birmańczyków wczesnej ery Paganu, był prawdopodobnie w znacznej mierze pokojowy. Chińskie zapisy z epoki dynastii Tang opisują Pyu jako lud humanitarny i pokojowo nastawiony, praktycznie nie znający wojny i noszący ubrania z jedwabistej bawełny zamiast prawdziwego jedwabiu, aby uniknąć zabijania jedwabników. Według tychże zapisów wielu chłopców Pyu w wieku siedmiu lat wstępowało do klasztorów, gdzie przebywali do 20. roku życia. Oczywiście, ten idylliczny chiński opis jest jedynie migawką z życia miast-państw Pyu i nie może być reprezentatywny dla całokształtu panujących w nich stosunków.

### Język i pismo

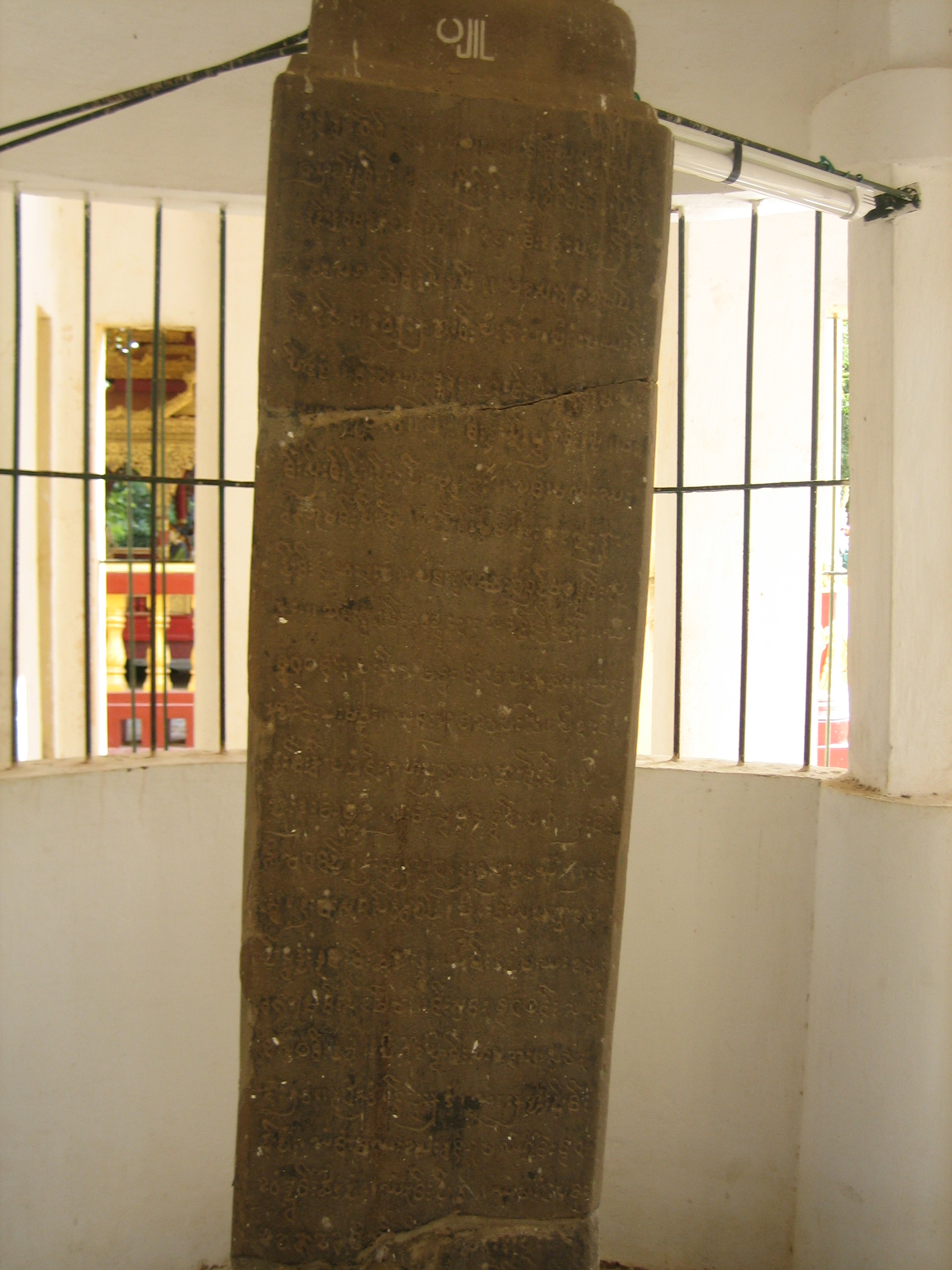
Inskrypcja Myazedi (ok. 1112–1113) sporządzona pismem pyu

Język pyu należał do grupy języków tybeto-birmańskich, bliskich językowi starobirmańskiemu. Jednak niewątpliwie używany był jednocześnie z sanskrytem i pali, jako językami dworu. Według chińskich relacji, 35 muzyków którzy towarzyszyli poselstwu Pyu na dwór Tang w latach 800–802 grało muzykę i śpiewało w języku Fan (sanskrycie). Wiele spośród ważnych inskrypcji sporządzono w sanskrycie lub pali obok pisma pyu. Podczas wykopalisk na stanowiskach związanych z Pyu odsłonięto wiele różnorodnych indyjskich tekstów, począwszy od edyktów króla Aśoki zapisanych północnoindyjską i tamilską odmianami pisma brahmi (obydwa znaleziska datowane na III i II w. przed Chr.), aż do tekstów sporządzonych pismem gupta i kannada pochodzących z okresu od IV do VI w. po Chr.

### Kalendarz
Oprócz religii Pyu adaptowali z Indii także naukę i biegłość w astronomii. Chińskie kroniki podają też, że potrafili oni wykonywać obliczenia astronomiczne. Kalendarz Pyu oparty był na kalendarzu buddyjskim. Czas odliczano według dwóch er: pierwsza była Era Śakra, która została przyjęta na ziemiach Pyu w 80 r. po Chr., w dwa lata po tym, gdy w Indiach rozpoczęto odliczanie według nowej ery; drugi kalendarz został przyjęty przez Śrikszetra w 638 r. zastępując odliczanie lat według Ery Śakry. Kalendarz ten, którego pierwszym dniem był 22 marca 638 r., stał się później kalendarzem birmańskim i ciągle pozostaje w użytku we współczesnej Mjanmie. Istnienie dwóch kalendarzy Pyu było przyczyną wielu dyskusji wśród badaczy próbujących interpretować daty zawarte w odsłoniętych tekstach.

## Architektura

### Systemy nawadniania
Techniki budowlane Pyu miały silny wpływ na późniejszą architekturę Paganu i pozostałych regionów Birmy. Metody budowania grobli, kanałów i tam, z jakich korzystano w Górnej Birmie epoki przedkolonialnej wypracowane zostały jeszcze w erach Pyu i Paganu. Birmańczycy wprowadzili prawdopodobnie nowe sposoby zarządzania zasobami wodnymi – w tym zwłaszcza techniki budowy kanałów – które stały się w erze Paganu dominującymi metodami irygacji.

### Urbanistyka
Oparte na kwadratach/prostokątach i okręgach plany miast Pyu stanowiły mieszankę koncepcji oryginalnych i wpływów indyjskich. Uważa się powszechnie, że oparte na okręgach zabudowy wewnątrz miast są charakterystyczne dla Pyu, podczas gdy kwadratowy bądź prostokątny plan murów zewnętrznych z osadzonymi w nich 12 bramami pochodzi z architektury indyjskiej. Według amerykańskiego historyka Coolera, „przyjęcie indyjskich koncepcji urbanistycznych obejmowało też wiarę w skuteczność utrzymania osi świata, która łączy najbardziej centralny punkt właściwie rozplanowanego miasta-Mandali ze znajdującym się nad nim Miastem Bogów (niebiosami Tawatimsa) w celu zapewnienia pomyślności ziemskiemu królestwu”. Koncepcje urbanistyczne ery Pyu były prototypami późniejszych założeń birmańskich miast i pałaców, aż do czasów XIX-wiecznego Mandalaj.

### Architektura świątyń

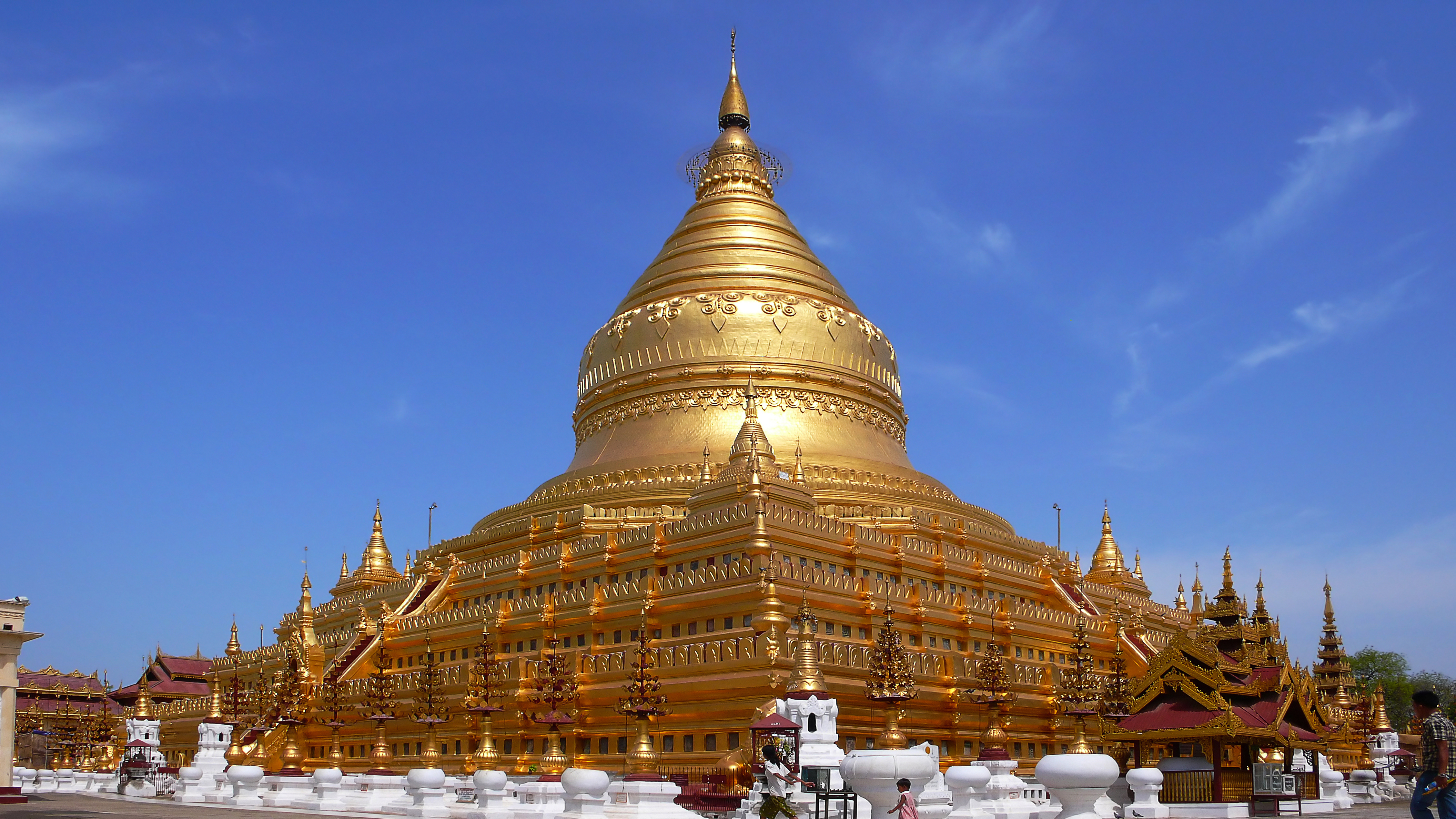
Pagoda Shwezigon (wybudowana w XI w.) w Paganie, wzorowana na wcześniejszych budowlach Pyu

Począwszy od IV w. Pyu wznieśli liczne buddyjskie stupy oraz inne budowle o charakterze religijnym. Style, założenia, a nawet rozmiary cegieł i techniki budowlane zastosowane podczas budowy wskazują na pochodzenie z regionu Andhra, a zwłaszcza z Amaravati i Nagarjunakonda w dzisiejszych południowo-wschodnich Indiach. Widać też pewne dowody na kontakty z Cejlonem, jak choćby typowy dla Anuradhapura styl „kamieni księżycowych” widoczny w Beikthano i Hanlin. Prawdopodobnie w VII w. w Śrikszetra wyrosły wysokie cylindryczne stupy, takie jak Bawbawgyi, Payagyi i Payama.
Architektura Pyu silnie wpłynęła na późniejszy kształt birmańskich świątyń buddyjskich. I tak na przykład, świątynie Śriksztera, takie jak Bebe i Lemyethna, były prototypami późniejszych świątyń z przestronnym wnętrzem (gu, birm. ဂူ /gù/, pol. jaskinia) w Paganie. Plan XIII-wiecznego Klasztoru Somingyi w Paganie był w dużym stopniu identyczny z pochodzącym z IV w. klasztorem w Beikthano. Z kolei lite stupy wzniesione w Śrikszetra były prototypami podobnych stup w Paganie, takich jak pagody Shwezigon, Shwesandaw i Mingalazedi, a wreszcie także Pagody Szwedagon we współczesnym Rangunie.

## Demografia
Miasta-państwa zamieszkane były głównie przez mówiących tybeto-birmańskim językiem Pyu, którzy podobnie jak spokrewnieni z nimi Birmańczycy mieli przybyć poprzez Junnan z terenu dzisiejszych północno-środkowych Chin, odpowiadającego współczesnym prowincjom Qinghai i Gansu. Rozległa zewnętrzna wymiana handlowa przyciągała duże społeczności Hindusów i Monów, zwłaszcza na południu. Na północy wąskie strumyki Birmańczyków mogły docierać do ziem Pyu z Junnanu już w VII w. Jednak według współczesnej wiedzy liczba przybywających Birmańczyków nie była duża aż do drugiej połowy IX w., a biorąc pod uwagę datowanie radiowęglowe murów Paganu, prawdopodobnie nawet do X w.
Wielkość populacji zamieszkującej ziemie Pyu wynosiła prawdopodobnie kilkaset tysięcy osób zważywszy, że ludność XVII–XVIII-wiecznej Birmy (zbliżonej wielkością do dzisiejszej Mjanmy) liczyła ok. 2 milionów osób.

## Administracja
Osiedla Pyu rządzone były przez niezależnych wodzów. Władcy większych miast-państw tytułowali się w późniejszym okresie królami i tworzyli dwory naśladując w dużym stopniu indyjskie koncepcje monarchii. Nie wszystkie z tych koncepcji, jak na przykład idea boskości władcy, zostały w pełni przyswojone ze względu na obecność w życiu Pyu buddyzmu Therawady. Nie jest jasne, czy pomiędzy większymi miastami-państwami a mniejszymi osiedlami panowały stosunki wasalne. Kroniki birmańskie wspominają o sojuszach pomiędzy państwami, takich jak między Beikthano a Śrikszetra. Ogólnie rzecz biorąc, wydaje się, że władza każdego z miast-państw Pyu obejmowała jedynie samo miasto. Duże rozmiary miast Pyu (660–1400 ha) w porównaniu z Paganem (tylko 140 ha) sugerują, że większość ich populacji mieszkała w obrębie murów, co potwierdzają zapisy chińskich kronik.

## Schyłek miast-państw Pyu
Pyu stworzyli długowieczną cywilizację, która przetrwała prawie tysiąc lat, aż do IX w., nim nowa grupa „chyżych jeźdźców” z północy – lud Mranma (Birmańczycy) z królestwa Nanzhao – napłynęła kilkoma najeźdźczymi falami do górnej doliny Irawadi. Według kronik dynastii Tang, Nanzhao rozpoczęło swoje najazdy na Górną Birmę począwszy już od 754 r. lub 760 r. Najazdy te nasiliły się w IX w. i miały miejsce w latach 800–802 oraz znowu w latach 808–809. Ostatecznie, według chińskich kronik, w 832 r. armia Nanzhao spustoszyła ziemie Pyu i uprowadziła ze sobą 3000 jeńców z Hanlin. Jak podają chińscy kronikarze, Nanzhao dokonało w 835 r. najazdu państwa, które jest na ogół, choć nie przez wszystkich, identyfikowane jako ziemie Pyu.
Oczywiście, Pyu wraz ze swą kulturą nie znikli tylko dlatego, że 3000 z nich zostało uprowadzonych z kraju. Rozległość ziem Pyu oraz istnienie na nich wielu otoczonych murami miast wskazują na to, że liczebność całej populacji była wielokrotnie większa. W istocie, na terenie Śriksztera ani żadnego innego miejsca związanego z Pyu nie znaleziono żadnych pewnych wskazówek sugerujących gwałtowny upadek. Bardziej prawdopodobne jest, iż wspomniane wyżej najazdy znacznie osłabiły państwa Pyu umożliwiając Birmańczykom migrację na ich terytoria. Wyniki badań wskazują na to, że rzeczywisty przebieg procesu birmańskiej migracji na ziemie Pyu miał charakter stopniowy. Datowanie radiowęglowe wykazało, że w Hanlin, które padło ofiarą najazdu Nanzhao z roku 832, ludzka aktywność miała miejsce jeszcze ok. roku 870. Kroniki birmańskie twierdzą, że Birmańczycy założyli ufortyfikowane miasto Pagan w 849 r., jednak datowanie radiowęglowe na terenie Paganu wykazało, że najstarsze próbki (pobrane z dawnych murów) pochodzą z 980 r. po Chr., podczas gdy te pobrane z głównych murów wskazują na rok ok. 1200 po Chr., a więc 24 lata przed początkiem panowania Anawrahty – twórcy Imperium Paganu.
Birmańczycy przejęli władzę nad ziemiami Pyu pod koniec X w., a w połowie XI w. założyli królestwo Paganu jednocząc po raz pierwszy ziemie doliny Irawadi i jej okolic. Niemniej jednak, Pyu pozostawili niezatarte piętno na Paganie, którego birmańscy władcy dołączą historie i legendy tego ludu do swoich własnych. Birmańscy królowie Paganu przypisali sobie mianowicie pochodzenie od królów Śrikszetra i Tagaung sięgające roku 850 przed Chr. – twierdzenie odrzucone przez większość współczesnych historyków. Osiedla Pyu przetrwały w Górnej Birmie jeszcze przez następne trzy stulecia, jednak byli oni stopniowo wchłaniani i asymilowani przez rozszerzające się Imperium Paganu. Język pyu używany był jeszcze do końca XII w., jednak w XIII w. Pyu przyjęli birmańską świadomość etniczną.

## Obecny stan badań archeologicznych
Poza Śrikszetra i Beikthano, reszta miast Pyu nie była celem rozleglejszych wykopalisk. Opieka nad tymi miejscami znajduje się w zakresie obowiązków Departamentu Archeologii Ministerstwa Kultury. W listopadzie 2011 r. Departament ten miał podobno planować stworzenie muzeum w Śrikszetra i współpracować z UNESCO nad uznaniem miast Śrikszetra, Beikthano i Hanlin za obiekty Dziedzictwa Światowego . W 2014 roku starożytne miasta Hanlin, Beikthano i Śrikszetra zostały wpisane na listę światowego dziedzictwa UNESCO – pierwszy wpis na listę z Mjanmy.